# 11067 Greenancy
11067 Greenancy (1992 DC3) là một tiểu hành tinh vành đai chính được phát hiện ngày 25 tháng 2 năm 1992 bởi Spacewatch ở Kitt Peak.